# Iglesia de San Filippo Neri (Faenza)
En Faenza, a lo largo de Corso Mazzini, se encuentra una iglesia barroca muy central, la iglesia de San Filippo Neri o iglesia del Sufragio.

## Historia
En 1674 los Carmelitas se trasladaron a la iglesia del Carmine y la suya fue comprada por los condes Ferniani, quienes la dedicaron a San Filippo Neri. Cuando la orden de San Filippo Neri fue suprimida en 1777, la iglesia fue entregada a la congregación de almas purgativas (del Suffragio).

## Las pinturas de la iglesia

### Altar mayor
El retablo representa la visión de San Filippo Neri atribuida a Guercino o a artistas boloñeses, recientemente ha sido atribuida a Andrea Barbiani. La obra debería remontarse a principios del siglo XVII, contemporánea a la estancia de Barbiani en Faenza.

### Luneta del Altar Mayor
La luneta con el ángel vestido de azul que libera las almas del purgatorio hace referencia al título de Pío Sufragio. La obra se atribuye a Savino Lega de Faenza, quien la realizó en 1859 para sustituir una pintura que se encontraba allí anteriormente pero que no tenía ningún mérito. La sustitución se llevó a cabo durante la restauración de 1856 por Antonio y Romolo Liverani.

### Primer Altar a la izquierda
El retablo representa a la virgen con el niño adorada por un santo con capa episcopal. Montanari y Beltrani identifican al santo con San Eutropio. Los dos atribuyen la obra al artista Giovanni Strocchi. El retablo con san Eutropio está realizado con un gusto purista que remite al ambiente romano de la época. Las líneas remiten a un clasicismo sobrio que ya participa en la reacción contra el "capriccio" barroco. El retablo está fechado en los años 1970. El estilo de la obra surge del boceto incluso más que del propio fresco.

### Segundo Altar a la izquierda
El retablo representa incrédulo a Santo Tomás. La pintura fue atribuida a Sigismondo Foschi por Valgimigli, Buscaroli, Grigioni y Corbara. La figura de Foschi es la más parecida al clima. El endurecimiento del astato del cuadro también se explica por el inadecuado estado de conservación debido a las revisiones que ha sufrido. El inserto que representa al ángel probablemente sea una adición posterior.

### Segundo Altar a la derecha
El retablo representa a la Virgen sobre las nubes con el niño en brazos y a San José con querubines, ángeles y tres santos que probablemente sean: San Liborio, San Antonio de Padua, San Francisco de Asís. La pintura fue creada por el artista de Faenza Tommaso Missiroli. Su estilo personal se reconoce por un toque barroco que se mezcla con modelos boloñeses y artistas locales. El fuerte gusto boloñés que corona la obra nos hace atribuir el cuadro a los años 60 y 70 tras la estancia de Missiroli en Bolonia.

### Virgen con niño lactante
l fresco fue llevado a la iglesia en 1945, anteriormente estaba en la iglesia Dei Servi, donde era venerado con el nombre de Incoronata. La obra estuvo muy comprometida: el fresco sufrió graves daños en 1833 y fue reconstruido por el artista Antonio Berti 22 años después. El original solo se puede apreciar a través de la iconografía donde podemos ver a la mujer amamantando volviendo su mirada hacia el espectador, esta escena recuerda a las típicas Madonnas de Dalmasio, esto nos trae ideas fundamentales sobre la datación del fresco que se relata entre los Tres y los cuatrocientos.

### Primer Altar a la derecha
El retablo que representa a San Antonio reprendiendo al déspota Ezzellino da Romano es recordado en el lugar ya en 1777 como obra de Giovanni Gottardi de Faenza. Estamos bastante seguros de que la obra pertenece a Gottardi por la inscripción en el reverso que se la atribuye. . Valgimigli, sin embargo, sostiene que la obra fue creada por Unterberger y enviada a Faenza desde Roma por Gottardi. Más tarde, Valgimigli ni siquiera atribuyó la pintura a Untenberger. La obra tiene muchos puntos de contacto con la obra de Santa Perpetua que se atribuye unánimemente a Gottardi.